# Li Shanshan
Li Shanshan (chinesisch 李珊珊, Pinyin Lǐ Shānshān; * 22. Februar 1992 in Huangshi) ist eine ehemalige chinesische Kunstturnerin.

## Karriere
Li gehörte ab 2004 zur chinesischen Nationalmannschaft. Bei den Weltmeisterschaften 2007 gewann sie Silber im Mannschaftsmehrkampf und am Schwebebalken. Ein Jahr später feierte sie ihren größten Erfolg: Bei den Olympischen Spielen 2008 in Peking wurde sie mit der chinesischen Mannschaft im Mehrkampf Olympiasiegerin. Zudem erreichte sie das Finale am Schwebebalken und belegte dort den sechsten Platz.
Nach ihrem Karriereende 2009 absolvierte Li ein Bachelorstudium an der Zentralen Universität für Finanzwesen und Wirtschaft in Peking. Anschließend erwarb sie einen Masterabschluss an der Macau University of Science and Technology in der Fakultät für Geisteswissenschaften und Kunst. 2011 veröffentlichte sie ihre Autobiografie.